# Axitinib
Axitinib (Handelsname: Inlyta, Hersteller: Pfizer) ist ein Tyrosinkinaseinhibitor, der unter der Bezeichnung AG-013736 entwickelt wurde. Die Substanz ist als Monotherapie oder in Kombination mit bestimmten Immuncheckpoint-Inhibitoren zur Behandlung des fortgeschrittenen Nierenzellkarzinoms (NCC) zugelassen.

## Geschichte

### Axitinb als Monotherapie
Axitinib wurde von der Firma Pfizer unter der Bezeichnung AG-013736 vor allem als Hemmstoff von Tyrosinkinasen aus der VEGFR-Familie (VEGFR = vascular endothelial growth factor receptor, „Rezeptor für den Blutgefäßendothelwachstumsfaktor“) entwickelt. Die VEGFR-Tyrosinkinasen spielen eine Schlüsselrolle beim Nierenzellkarzinom. Die Substanz wurde in einer internationalen randomisierten Phase-3-Studie, der sogenannten AXIS 1032-Studie, getestet. Die in die Studie eingeschlossenen 723 Nierenzellkarzinompatienten wurden in den Vereinigten Staaten, der Europäischen Union und Japan rekrutiert. Mehr als die Hälfte der Patienten hatte wegen ihrer Erkrankung schon eine vorangegangene Behandlung mit einem anderen Medikament hinter sich gebracht, die wegen Unwirksamkeit oder Unverträglichkeit abgebrochen worden war. Im Rahmen der AXIS 1032-Studie erhielten 361 Patienten Axitinib als Medikament, und 362 erhielten Sorafenib, einen anderen, für die Behandlung des fortgeschrittenen NCC zugelassenen Tyrosinkinaseinhibitor. Erste Ergebnisse der AXIS 1032-Studie wurden am 6. Juni 2011 auf der 47. ASCO-Jahrestagung in Chicago präsentiert (ASCO: American Society of Clinical Oncology). Dabei zeigte sich, dass die Behandlung mit Axitinib effektiver war, als die Behandlung mit Sorafenib. Mit Axitinib behandelte Patienten hatten ein medianes progressionsfreies Überleben von 6,7 Monaten, verglichen zu 4,7 Monaten bei den mit Sorafenib behandelten Patienten. Außerdem schien die Lebensqualität der mit Axitinib behandelten Patienten besser.
Die Ergebnisse der AXIS 1032-Studie wurden im Dezember in der Fachzeitschrift The Lancet veröffentlicht.
Am 28. Juni 2011 akzeptierte die US-amerikanische Arzneimittelzulassungsbehörde Food and Drug Administration (FDA) auf der Basis der AXIS 1032-Daten einen Antrag von Pfizer zur Zulassung von Axitinib zur Behandlung von Patienten mit fortgeschrittenem NCC. Am 27. Januar 2012 wurde Axitinib unter dem Handelsnamen Inlyta durch die FDA zur Behandlung von Patienten mit fortgeschrittenem Nierenzellkarzinom zugelassen. Axitinib war damit das siebte neu zugelassene Medikament zur NCC-Behandlung nach der Zulassung von Sorafenib (2005), Sunitinib (2006), Temsirolimus (2007), Everolimus (2009), Bevacizumab (2009) und Pazopanib (2009). Am 3. September 2012 erfolgte eine entsprechende Arzneimittelzulassung auch in der gesamten Europäischen Union.

### Axitinib in Kombinationstherapien
In den folgenden Jahren wurde versucht, die Effektivität von Axitinib durch Kombination mit anderen beim NCC wirksamen Medikamenten noch zu verbessern.
Am 22. April 2019 erfolgte die FDA-Zulassung für die Kombinationsbehandlung von NCC-Patienten mit Pembrolizumab (einem Immuncheckpoint-Inhibitor der Firma Merck) und Axitinib. Basis für diese Zulassung waren die Ergebnisse der KEYNOTE-426-Studie, einer Phase-3-Studie, in der die Effektivität der Kombination Pembrolizumab/Axitinib mit einer Monotherapie aus dem Tyrosinkinaseinhibitor Sunitinib bei Patienten mit fortgeschrittenem NCC verglichen worden war. Die Kombinationsbehandlung erwies sich als wesentlich effektiver in Bezug auf das Gesamtüberleben und das progressionsfreie Überleben. Im September 2019 erteilte auch die Europäische Kommission die entsprechende Zulassung für die Europäische Union.
Am 14. Mai 2019 erteilte die FDA eine weitere Zulassung für eine Kombinationsbehandlung von Axitinib mit dem Immuncheckpoint-Inibitor Avelumab beim fortgeschrittenen NCC. Basis für diese Zulassung waren die Ergebnisse der JAVELIN Renal 101-Therapiestudie, bei der die genannte Kombination ebenfalls mit einer Sunitinib-Monotherapie verglichen worden war. Hier war das progressionsfreie Überleben bei der Kombinationsbehandlung besser als bei der Sunitinib-Monotherapie. Die Unterschiede im Gesamtüberleben waren zum Publikationszeitpunkt möglicherweise aufgrund zu kurzer Beobachtungszeit nicht signifikant unterschiedlich. Im Oktober 2019 wurde auch die entsprechende europäische Zulassung für die Kombinationstherapie erteilt.

## Eigenschaften
Axitinib ist ein weißes bis hellgelbes nicht hygroskopisches Pulver. Der Stoff kommt in mehreren wasserfreien polymorphen Formen vor, zudem gibt es verschiedene Hydrate und eine amorphe Form. Axitinib ist der Klasse II im biopharmazeutischen Klassifizierungssystem zugeordnet (schlechte Löslichkeit im Wässrigen, hohes Permeationsvermögen).

## Pharmakologie und Nebenwirkungen
Das Medikament wird peroral unabhängig von Körpergewicht und Größe dosiert und zweimal täglich in Tablettenform eingenommen. Bei geringer bis mäßiger Niereninsuffizienz ist keine Dosisanpassung erforderlich. Für hochgradig niereninsuffiziente bzw. Dialysepatienten liegen keine Studiendaten vor, und die Dosis muss durch den behandelnden Arzt individuell angepasst werden. Bei höhergradiger Leberfunktionsstörung muss die Dosis reduziert werden. Potentielle unerwünschte Nebenwirkungen sind die Entwicklung oder Verschlechterung einer arteriellen Hypertonie, Schilddrüsenfunktionsstörungen, Störungen der Blutgerinnung u. a. m. Es muss auf Medikamenteninteraktionen geachtet werden.